# Меліхово (Гагарінський район)
Меліхово (рос. Мелихово) — присілок Гагарінського району Смоленської області Росії. Входить до складу Родомановського сільського поселення.
Населення — 11 осіб. 